# Preolímpico Sudamericano de Voleibol Masculino 2020
El Preolímpico Sudamericano de Voleibol Masculino 2020 fue un torneo que determinó a la selección clasificada por parte de la Confederación Sudamericana de Voleibol (CSV) al Torneo masculino de voleibol en los Juegos Olímpicos de Tokio 2020. Se llevó a cabo del 10 al 12 de enero de 2020 en la ciudad de Santiago de Chile. El evento fue organizado por la Federación de Voleibol de Chile bajo la supervisión de la CSV.
La selección de Venezuela fue la ganadora del evento.

## Equipos participantes
Cuatro selecciones clasificaron al preolímpico mediante el Sudamericano 2019. Brasil y Argentina no participan del preolímpico al estar clasificados a los Juegos Olímpicos de 2020 por el preolímpico mundial.
- Chile (3)
- Colombia (4)
- Perú (5)
- Venezuela (6)

## Formato de competición
El torneo constó solamente de un grupo único conformado por las 4 selecciones participantes, cada equipo se enfrentó a tres rivales con un sistema de todos contra todos. El orden de los equipos en el grupo se determinó de la siguiente manera:
- Número de partidos ganados y perdidos.
- Puntos obtenidos, los cuales son otorgados de la siguiente manera:
  - Partido con resultado final 3-0 o 3-1: 3 puntos al ganador y 0 puntos al perdedor.
  - Partido con resultado final 3-2: 2 puntos al ganador y 1 punto al perdedor.
- Proporción entre los sets ganados y los sets perdidos (Sets ratio).
- Proporción entre los puntos ganados y los puntos perdidos (Puntos ratio).
- Resultado del partido entre los equipos implicados.

## Calendario
| Fase  | Jornada   | Fecha               |
| ----- | --------- | ------------------- |
| Única | Jornada 1 | 10 de enero de 2020 |
| Única | Jornada 2 | 11 de enero de 2020 |
| Única | Jornada 3 | 12 de enero de 2020 |

## Resultados
– Clasificado al Torneo masculino de voleibol en los Juegos Olímpicos de Tokio 2020

### Grupo único
| Pos. | Equipo    | Partidos | Partidos | Pts. | Sets | Sets | Sets  | Puntos | Puntos | Puntos |
| Pos. | Equipo    | PG       | PP       | Pts. | SG   | SP   | Ratio | PG     | PP     | Ratio  |
| ---- | --------- | -------- | -------- | ---- | ---- | ---- | ----- | ------ | ------ | ------ |
| 1    | Venezuela | 2        | 1        | 7    | 8    | 4    | 2.000 | 289    | 261    | 1.107  |
| 2    | Chile     | 2        | 1        | 6    | 7    | 5    | 1.400 | 305    | 301    | 1.013  |
| 3    | Colombia  | 2        | 1        | 5    | 7    | 5    | 1.400 | 376    | 358    | 1.050  |
| 4    | Perú      | 0        | 3        | 0    | 1    | 9    | 0.111 | 216    | 260    | 0.831  |

| Fecha       | Hora  | Equipo 1  | Res.  | Equipo 2  | Set 1 | Set 2 | Set 3 | Set 4 | Set 5 | Total    | Reporte |
| ----------- | ----- | --------- | ----- | --------- | ----- | ----- | ----- | ----- | ----- | -------- | ------- |
| 10 de enero | 17:30 | Perú      | 0 – 3 | Colombia  | 19-25 | 23-25 | 21-25 |       |       | 63 – 75  | Reporte |
| 10 de enero | 20:00 | Chile     | 1 – 3 | Venezuela | 35-37 | 14-25 | 27-25 | 22-25 |       | 98 – 112 | Reporte |
| 11 de enero | 15:00 | Colombia  | 3 – 2 | Venezuela | 23-25 | 25-22 | 25-19 | 24-26 | 15-10 | 112–102  | Reporte |
| 11 de enero | 17:30 | Chile     | 3 – 1 | Perú      | 36-34 | 24-26 | 25-21 | 25-21 |       | 110–102  | Reporte |
| 12 de enero | 15:00 | Venezuela | 3 – 0 | Perú      | 25-19 | 25-16 | 25-16 |       |       | 75- 51   | Reporte |
| 12 de enero | 17:30 | Chile     | 3 – 1 | Colombia  | 25-21 | 22-25 | 25-21 | 25-19 |       | 97 – 86  | Reporte |

## Posiciones finales
| Pos | Equipo    |
| --- | --------- |
|     | Venezuela |
|     | Chile     |
|     | Colombia  |
| 4   | Perú      |

## Clasificado a losJuegos Olímpicos 2020
| Bandera de Venezuela |
| Venezuela            |
| -------------------- |